# Razor (musikgrupp)
Razor är ett kanadensiskt thrash metal-band, grundat 1984 i Guelph, Ontario. Bandet upplöstes 1992 men återförenades för att 1997 spela in ytterligaren ett album, Decibels. Sedan upplöstes bandet igen fram till 2005. Den ende medlem som varit med från start är gitarristen och låtskrivaren Dave Carlo.

## Medlemmar
Nuvarande medlemmar
- Dave Carlo – gitarr (1984–1992, 1997– ), trumprogrammering (1991–1992)
- Mike Campagnolo – basgitarr (1984–1987, 2005–2008, 2011– )
- Bob Reid – sång (1989–1992, 1997– )
- Rider Johnson – trummor (2014–2019, 2019– )

Tidigare medlemmar
- Mike "M-Bro" Embro – trummor (1984–1987)
- John Scheffel – sång, gitarr (1983–1984)
- Shane Logan – sång (1984)
- Rob Anderson – sång (1984)
- Stace "Sheepdog" McLaren – sång (1984–1989)
- Adam Carlo – basgitarr (1987–1992, 2003–2005, 2008–2011)
- Rob Mills – trummor (1988–1992, 1998–2014)
- Jon Armstrong – basgitarr (1991–1992, 1997–2002)
- Rich Oosterbosch – trummor (1997)
- Shareef Hassanien – trummor (2019)

Turnerande medlemmar
- Rider Johnson – trummor (2014)

## Diskografi
Demo
- Demo 84 (1984) (kassett)
- Escape the Fire (1984) (kassett)
- Decibels (1992) (kassett)

Studioalbum
- Executioner's Song (1985) (12" vinyl, Unidisc)
- Evil Invaders (1985) (12" vinyl, Unidisc)
- Malicious Intent (1986) (12" vinyl, Unidisc)
- Custom Killing (1987) (12" vinyl, Fist Fight Rec.)
- Violent Restitution (1988) (12" vinyl, SPV GmbH)
- Shotgun Justice (1990) (CD, Fringe Rec.)
- Open Hostility (1991) (CD, Fringe Rec.)
- Decibels (1997) (CD, Hypnotic Records)

EP
- Armed & Dangerous (1984) (12" vinyl, Voice Records)

Livealbum
- Live! Osaka Saikou (2016) (2CD, Fringe Product)

Samlingsalbum
- Exhumed (1994) (2CD, Steamhammer)